# Abatus
Abatus is een geslacht van zee-egels uit de familie Schizasteridae.

## Soorten
Ondergeslacht Abatus
- Abatus agassizii Mortensen, 1910
- Abatus beatriceae (Larrain, 1986)
- Abatus cavernosus (Philippi, 1845)
- Abatus cordatus (Verrill, 1876)
- Abatus curvidens Mortensen, 1836
- Abatus ingens Koehler, 1926
- Abatus koehleri (Thiéry, 1909)
- Abatus philippii Lovén, 1871
- Abatus shackletoni Koehler, 1911

Ondergeslacht Pseudabatus Koehler, 1911
- Abatus nimrodi (Koehler, 1911)